# Kasteel Bojnice

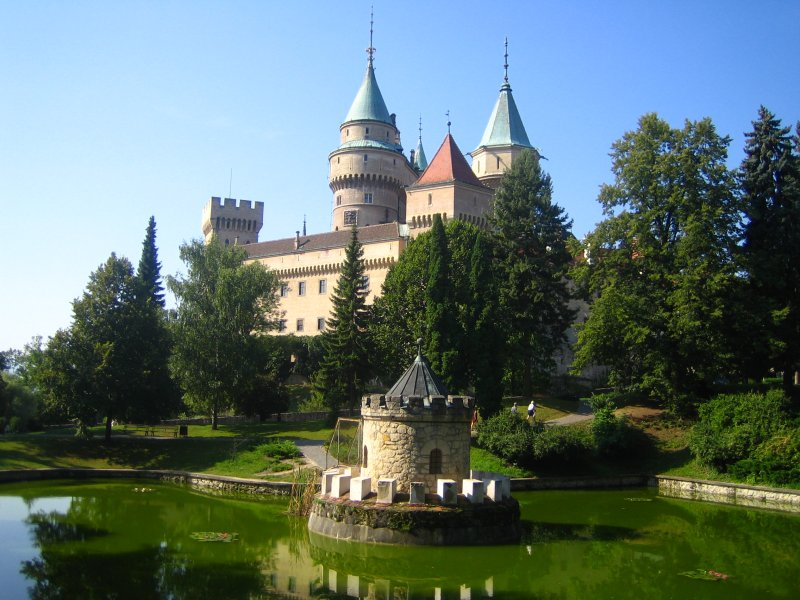

Kasteel Bojnice (Slovaaks: Bojnický zámok, Duits: Schloss Weinitz) is een sprookjesachtig slot nabij de Slowaakse stad Bojnice. De eerste bouw van het kasteel dateert uit 1113 of eerder. Tussen 1852 en 1910 werd het geheel herbouwd in de huidige romantische stijl.

## Historie
Volgens de archieven van de nabijgelegen Zaborabdij stond op de plaats van het huidige Kasteel Bojnice reeds in 1113 een houten fort. Kort daarna werd het herbouwd in steen en bewoond door diverse adellijke families, waaronder die van de Hongaarse koning Matthias Corvinus (1443-1490). Keizer Ferdinand I (1503-1564) schonk in de zestiende eeuw het aan de familie Thurzó, die er een woonpaleis van maakte in renaissancistische stijl. In 1646 kocht de aristocratische familie Pálffy het bouwwerk en volgde een nieuwe metamorfose, nu in barokke stijl. In 1852 erfde graaf Jan Pálffy (1828-1908) het kasteel en liet het op zijn beurt geheel verbouwen in zijn huidige romantische stijl, geïnspireerd door enkele Tirolse bolwerken en kastelen in de Loire-streek.

## Huidige stijl en functie
Kasteel Bojnice in zijn huidige sprookjesachtige romantische stijl werd ontworpen door de Hongaarse architect Jan Hubert, maar ook Jan Pálffy zelf bemoeide zich hoogstpersoonlijk met de bouwtekeningen. Kenmerkend zijn de puntige blauwe torens, die doen denken aan Schloss Neuschwanstein. Pálffy liet het kasteel ook exorbitant meubileren en haalde meubelstukken uit heel Europa. Hij rustte het gebouw volledig uit met stromend water, hetgeen in die tijd, rond 1900, hoogst ongewoon was. Bijzonder is ook dat ondanks alle verbouwingen van het kasteel nog steeds enkele van de oorspronkelijke delen te zien zijn, met name in de grote unieke Travertijnse grot van de burcht. Een bezienswaardigheid in de tuin van het kasteel is de Koning Matthias Lindeboom, die met haar ouderdom van 700 jaar geldt als de oudste boom van Slowakije.
Na de Tweede Wereldoorlog werd Kasteel Bojnice genationaliseerd en in een nationaal museum veranderd. Vrijwel alle oorspronkelijke meubelstukken zijn er nog steeds te zien. Kasteel Bojnice geldt thans als een van de belangrijkste toeristische trekpleisters van Slowakije met jaarlijks rond de 200.000 bezoekers. De burcht diende meermaals als decor voor filmproducties.

## Galerij

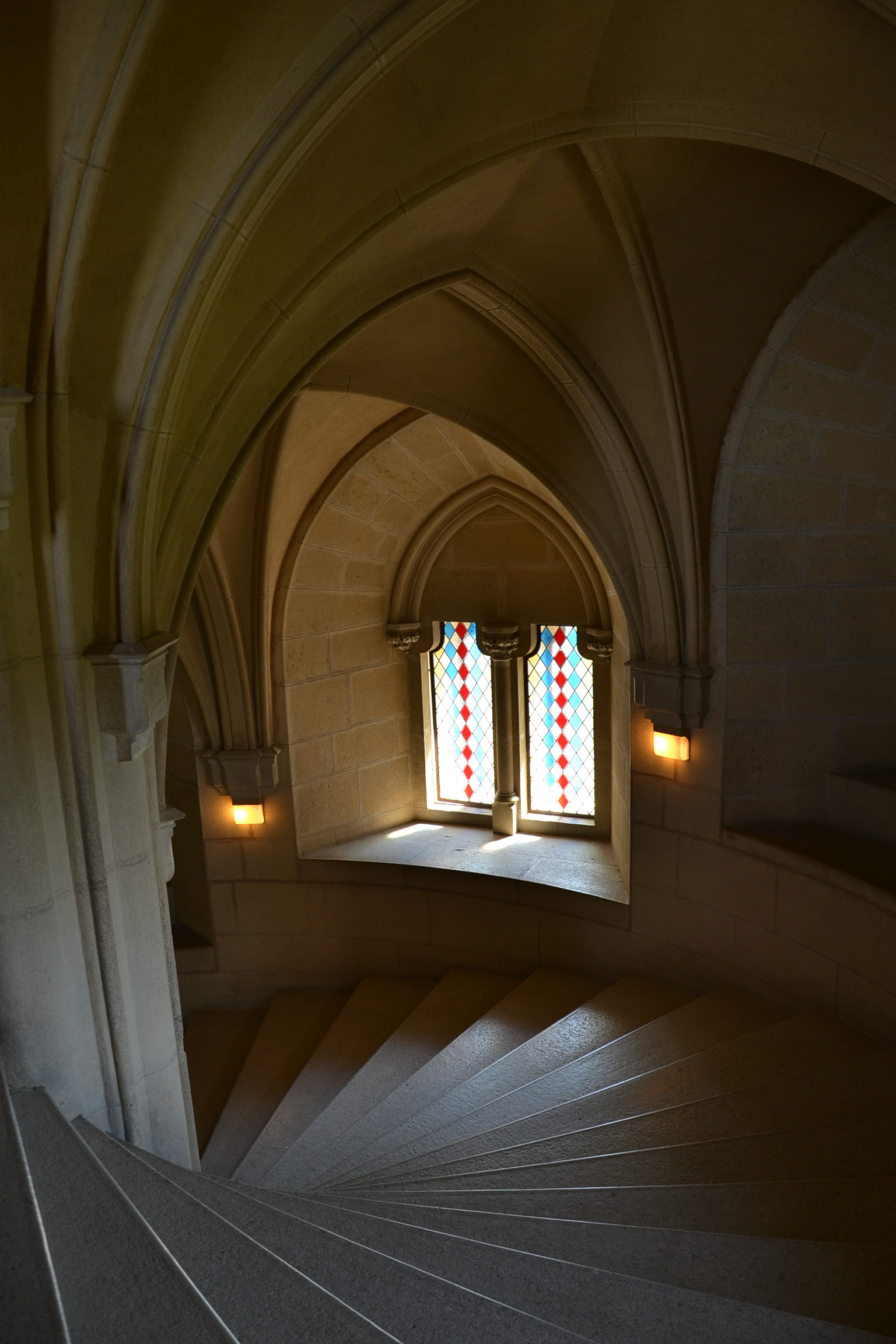
Interieur, trappen
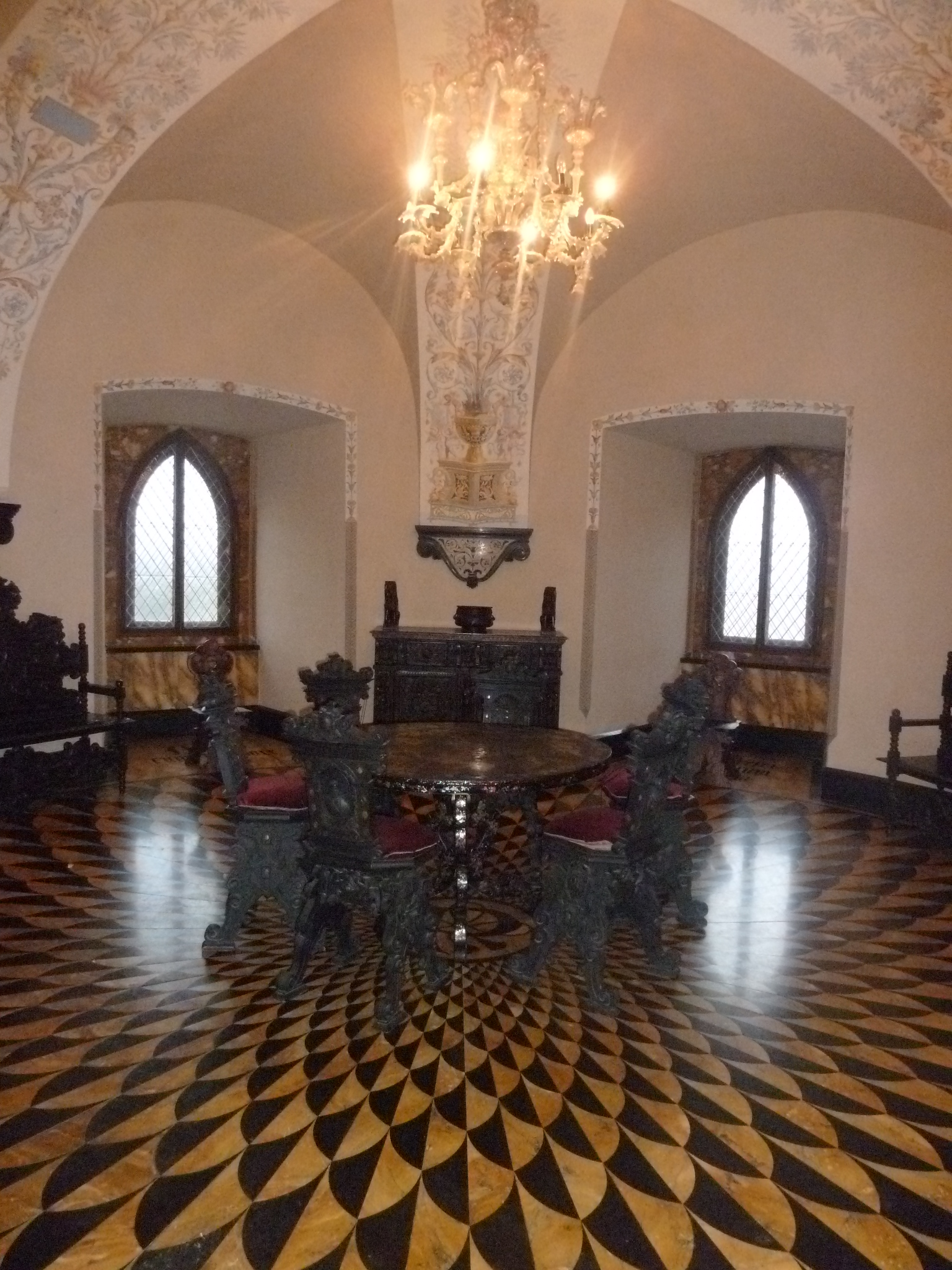
Interieur, conversatiekamer
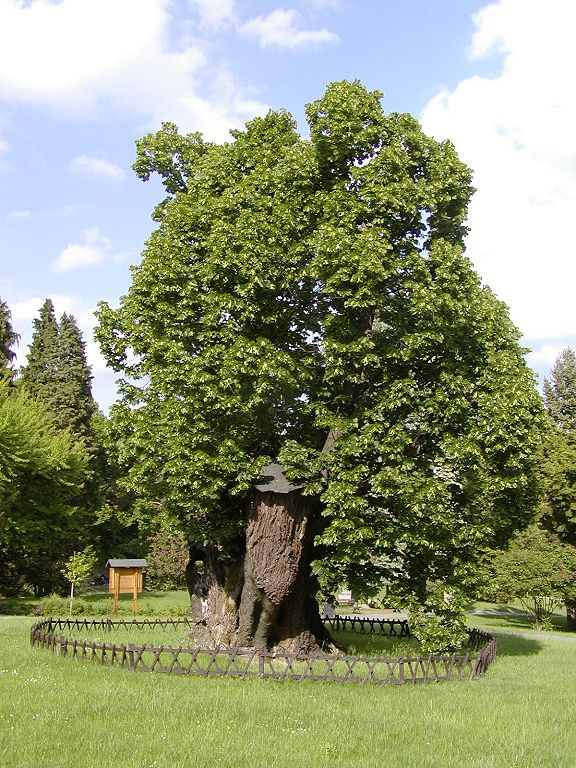
De Koning Matthias Linde